# Stigonematales
Ordre
Les Stigonematales sont un ordre de Cyanobactéries (anciennement appelées algues bleues). 

## Liste des familles
Selon World Register of Marine Species (19 février 2016) :
- famille des Caposiraceae
- famille des Loriellaceae
- famille des Mastigocladaceae Geitler, 1925
- famille des Nostochopsaceae
- famille des Nostochopsidaceae Geitler, 1925